# Перегноївська сільська рада
| Перегноївська сільська рада — колишній орган місцевого самоврядування у Золочівському районі Львівської області з адміністративним центром у с. Перегноїв. Історична дата утворення: в 1991 році. Водоймища на території, підпорядкованій даній раді: річка Перегноївка. Сільській раді підпорядковані населені пункти: - с. Перегноїв - с. Кривичі |

## Склад ради
Рада складається з 16 депутатів та голови.

### Керівний склад ради
| ПІБ                        | Основні відомості                                                                      | Дата обрання | Дата звільнення |
| -------------------------- | -------------------------------------------------------------------------------------- | ------------ | --------------- |
| Канафоцька Марія Йосипівна | Сільський голова, 1957 року народження, освіта, Всеукраїнське об'єднання «Батьківщина» | 26.03.2006   | 31.10.2010      |
| Щур Богдан Йосипович       | Сільський голова, 1965 року народження, освіта середня спеціальна, безпартійний        | 15.05.2011   |                 |

Примітка: таблиця складена за даними джерела